# Nephelobotys denticulatus
Nephelobotys denticulatus is een vlinder van de familie van de grasmotten (Crambidae). De wetenschappelijke naam van deze soort is voor het eerst voorgesteld door Jae-Ho Ko en Yang-Seop Bae in een publicatie uit 2022.
De soort komt voor in Laos.